# 공산국가
공산국가(共産國家, 영어: Communist state) 또는 마르크스-레닌주의 국가(영어: Marxist–Leninist state)는 마르크스-레닌주의를 통치 이념으로 삼은 국가를 말한다.
엄밀히 말하여, 〈공산국가〉라는 용어는 냉전 당시 서구 진영이 인민민주주의 국가와 사회주의 국가를 이후의 단계라고 할 수 있는 공산제 사회와 구분하지 않고 무분별하게 칭하던 표현이다. 카를 마르크스와 블라디미르 레닌의 학설에 따르면, 공산국가라는 명칭은 엄연히 이론적 정의에 부합하지 않는 표현이며, 공산주의 사회와 명백히 구별되는 용어라고 할 수 있다.

## 개요
1947년 냉전이 시작되었을 때, 서구 진영은 마르크스-레닌주의 정당이 실질적으로 통치를 가하는 여러 국가들에 대해 〈공산국가〉(communist state)라는 명칭을 사용하였다. 이러한 용어 정의는 1950년대에 걸쳐 일반적으로 사용되는 용어로 굳어졌다.
공산국가라는 표현은 일반적으로 마르크스-레닌주의를 표방하는 정당이 일당제와 전체 기업의 국유화를 동반한 통치를 가할 때, 이러한 통치 체제를 설명하는 용어로 쓰이고 있다. 가령, 1991년 소비에트 연방이 붕괴하기 전에 존재했던 수많은 명목상의 인민민주주의 국가들도 또한 공산국가로 분류됐다.

## 통치 원리
서구 진영이 공산국가라고 분류한 나라들은 마르크스-레닌주의의 통치 원리에 따라 운영되며, 그 특징은 프롤레타리아 계급에 근거하는 당에 의한 일당 독재, 관료 조직의 비대화, 기업의 전면적인 국유화, 협동 농장 제도의 이식, 자본가 및 우익 등에 대한 광범한 탄압과 숙청 자행 등이 있다. 이러한 특징은 사회주의 국가에서 명시적으로 행해진 지침과 행정 명령, 원리에 합치하며 본질적인 차이점이 없다고 할 수 있다.

### 인민민주주의 국가
제2차 세계 대전 종전 이후 소비에트 연방의 영향을 받은 모든 공산당은 해당 사회가 갖는 생산력의 한계와 봉건적 낙후성으로 하여, 곧바로 사회주의 제도를 이식하지 않고, 제반 민주주의 개혁에 그 초점을 맞췄다. 이러한 과정을 통해 동유럽과 일부 아시아 국가는 반봉건적 생산-소유 관계를 청산하는 데에 주력했는데, 이러한 국가를 인민민주주의 국가라고 한다.
인민민주주의라는 표현은 1921년 볼셰비키당이 유럽 혁명 노선을 포기하고, 아시아 혁명 노선에 집중하면서 연구한 사회 구성체 담론의 산물이다. 이 표현은 소비에트 연방 사회과학원에서 아시아 사회를 면밀히 연구하면서 정립하였고, 구식민지 또는 신식민지 사회의 혁명에 적용할 일반적인 혁명 모델로 원용됐다.
인민민주주의 국가는 통일 전선에 기초한 민중의 독재 권력으로, 사회의 생산력이 발달하고 민주주의 변혁이 완료 수준에 이르면, 헌법 개정을 통해 사회주의 국가를 선언한다.

### 사회주의 국가
사회주의 혁명을 통해 성립한 국가를 의미한다. 사회주의 국가에서 잉여가치의 증식은 사라지며, 오로지 생산력의 발달을 위한, 사유제의 철폐를 목표로 하는 잉여노동만 존재한다.
사회주의 국가는 레닌에 의해 〈낮은 단계의 공산주의〉를 구현하는 국가 권력을 의미한다. 이에 따라, 사회주의 국가는 기업, 토지 등 생산 수단의 전면적인 국유화와 더불어 프롤레타리아에 의한 독재가 실시되는 사회라 할 수 있다.

## 마르크스-레닌주의를 표방하는 국가
마르크스-레닌주의를 기반으로 하는 계급 정당이 실질적인 통치권을 행사하는 국가의 목록은 다음과 같다.

### 현존하는 공산국가

현존하는 공산주의 국가

- 라오스 - 1975년 베트남 전쟁의 여파로 군주제의 폐지로 인민민주독재를 성립하여 공산국가가 되었다.
- 베트남 - 1945년 8월 혁명 이후 독립 헌법을 통해 인민민주독재가 형성됐고, 1980년 헌법 개정을 통해 사회주의 국가에 진입했다.
- 조선민주주의인민공화국 - 1948년에 인민민주독재를 성립하고, 1972년 사회주의 헌법을 선포하여 인민민주독재에 기초한 사회주의 국가임을 명시하고 있다.
- 중화인민공화국 - 1949년에 신민주주의 혁명을 근간으로, 1957년에 사회주의 발전 단계에 진입함을 선언하였으며, 오늘날에 이르고 있다.
- 쿠바 - 1959년 쿠바 혁명으로 1961년부터 제반민주변혁을 실시하였고, 1976년에 사회주의 헌법을 채택하였다. 2015년에는 미국과 정식으로 국교를 맺었다.

### 옛 공산국가

냉전 동안 공산주의 이념을 표방한 적이 있었던 국가

- 남예멘 - 1967년 남아라비아 연방이 독립한뒤 1969년 좌파 정당이 집권하고 공산정권이 들어서며 1969년부터 1990년까지 공산주의를 이념으로 삼았으나 1990년 북예멘과의 통일로 소멸.
- 동독 - 1949년 소련이 지배 중이던 독일영토를 '독일 민주 공화국'이라는 위성국으로 만들어 탄생 1949년부터 1990년까지 공산주의를 이념으로 삼았으나 1990년 서독과의 통일로 소멸.
- 루마니아 - 1947년 왕정이 폐지되고 공산당이 집권하며 1947년부터 1989년까지 공산주의를 지향하였으나 1989년 일어난 민주주의 혁명으로 반군이 승리하며 소멸.
- 모잠비크 - 1975년 공산주의 모잠비크 해방전선이 정권을 잡으며1975년부터 1990년까지 공산주의를 지향하였으나 새 헌법 제정으로 자본주의를 지향, 소멸.
- 몽골 - 1924년 러시아 백군을 몰아낸 허를러깅 처이발상이 1924년 건국하며 1924년부터 1991년까지 공산주의를 지향하였으나 소련 붕괴로 소멸.
- 민주 캄푸치아 - 공산주의 크메르 루주가 정권을 잡으며 1975년부터 1979년까지 공산주의를 지향하였으나 캄푸치아 인민 공화국으로 넘어가며 소멸.
- 불가리아- 1945년2차세계대전때 소련의 동유럽 점령으로 1945년부터 1990년까지 공산주의를 지향하였으나 1989년 불가리아 공산당이 집권을 포기하고 1990년 선거로 불가리아 공화국이 건국되며 소멸.
- 베냉 - 1975년부터 1990년까지 공산주의를 지향하였으나 새 헌법 제정으로 소멸.
- 소련 - 1918년 혁명으로 생겨난 러시아 소비에트 사회주의 공화국,벨라루스 소비에트 사회주의 공화국,우크라이나 소비에트 사회주의 공화국,자캅카스 소비에트 사회주의 공화국이 1922년 연합 하며 건국되어 1922년부터 1991년까지 공산주의를 지향하였으나 경제가 악화되어 체제가 약화된 결과 붕괴 및 15개 국가로 나눠지며 소멸.
- 소말리아- 1976년부터 1991년까지 공산주의를 지향하였으나 새 헌법 제정으로 자본주의를 지향, 소멸.
- 아프가니스탄- 1979년 소련의 점령으로 1979년부터 1991년까지 공산주의를 지향하였으나 소련 붕괴로 소멸.
- 알바니아- 1945년 2차세계대전때 소련의 동유럽 점령으로 1945년부터 1991~92년까지 공산주의를 지향하였으나 새 헌법 제정으로 자본주의를 지향, 소멸. 1968년에 바르샤바 조약 기구 탈퇴(체코 침공에 대한 항의 차원)
- 앙골라 - 1975년부터 1992년까지 공산주의를 지향하였으나 소련 붕괴와 새 헌법 제정으로 자본주의를 지향, 소멸.
- 에티오피아 - 1987년부터 1991년까지 공산주의를 지향하였으나 군부독재의 폐지로 소멸.
- 유고슬라비아 - 1945년 티토가 이끄는 공산주의자들이 유고슬라비아를 점령하며 1945년부터 1991년까지 공산주의를 지향하였으나 소속국들의 민주화 독립로 인해 소멸.
- 체코슬로바키아- 1948년 혁명으로 1948년부터 1989년 까지 공산주의를 지향하였으나 벨벳혁명이 일어나며 1989년 이념이 민주주의로 바뀌었다.이후 행적은 체코슬로바키아 사회주의 공화국문서 참고.
- 캄보디아 - 1979년 베트남이 민주 캄푸치아를 괴뢰화 시키며 건국되고 1979년부터 1989년까지 공산주의를 지향하였으나 입헌군주제 헌법을 채택하며 소멸.
- 콩고 - 1970년 좌익 과격파의 쿠데타로 1970년부터 1991년까지 공산주의를 지향하였으나 1990년대 아프리카 복수정당제 개혁으로 소멸.
- 폴란드 - 1945년 2차세계대전때 소련의 동유럽 점령으로 1945년부터 1989년까지 공산주의를 지향하였으나 1989년 민주주의 세력에게 굴복하며 1989년 해체 되면서 소멸.
- 헝가리 - 선거때 근로자당의 승리로 헌법이 1949년 개정되며 1949년부터 1989년까지 공산주의를 지향하였으나 동유럽 민주화로 소멸.

### 소멸되지 않은 이념이 공산주의에서 변경된 국가
- 마다가스카르 - 1972년 사회주의 정권이 들어서서 1972년부터 1992년 까지 공산주의를 지향하였으나 경제악화로 인해 국민들이 민주화 요구를 하였고 결국 이념을 바꾸었다.
- 그레나다 - 1979년 쿠데타로 공산주의 정부가 세워지며 1979부터 1983년 까지 공산주의를 지향하였으나 1983년 그레나다 침공으로 미군에게 점령당한뒤 민주주의 보수적 정부가 세워졌다.
- 부르키나파소 - 1983년 쿠데타로 정권을 잡은 토마스 산카라에 의해 1984년 부터 1987년 까지 공산주의를 지향했으나 그의 사망 이후 전환.

## 같이 보기
- 사회주의 국가
- 사회주의 국가 목록